# Owen Smith

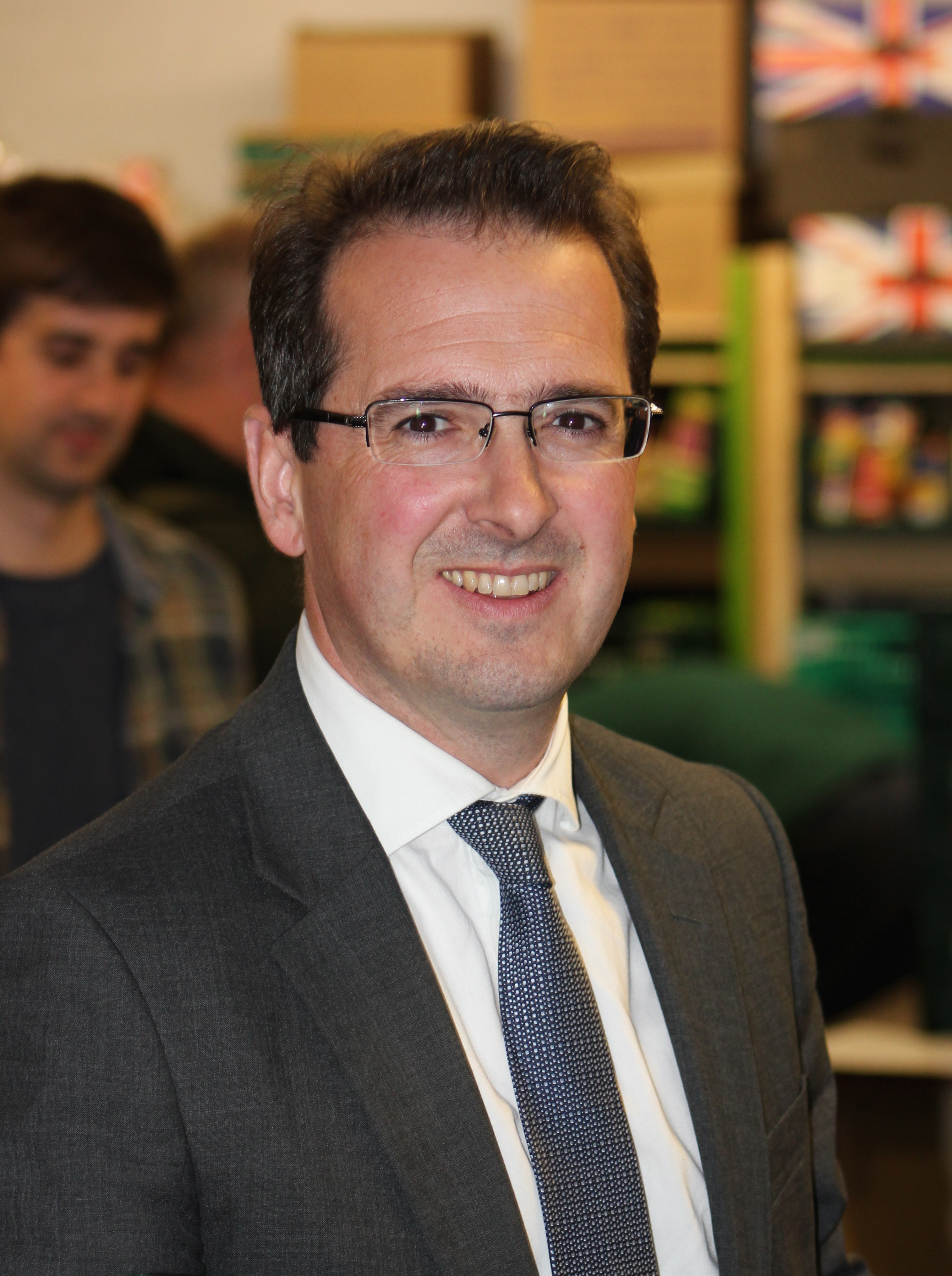
Owen Smith (2016)

Owen Smith (* 2. Mai 1970 in Morecambe, England) ist ein britischer Politiker der Labour Party.

## Biografie
Owen Smith wurde in Morecambe in Lancashire (Nordwestengland) geboren. Sein Vater Dai Smith war ein walisischer Professor für Geschichte. Owen Smith wuchs in Wales auf und besuchte in Barry die Boys Comprehensive School. Später studierte er an Geschichte und Französisch an der University of Sussex. Er arbeitete zunächst als Journalist der BBC für Wales und später 2005 bis 2008 als Lobbyist der Pharma-Firma Pfizer und 2008 bis 2010 der Pharma-Firma Amgen.
Smith schloss sich im Alter von 16 Jahren der Labour Party an. Als ein politisches Schlüsselereignis in seiner Jugendzeit beschrieb er den großen Bergarbeiterstreik 1984 gegen die Politik der Thatcher-Regierung. Bei der Nachwahl im walisischen Unterhauswahlkreis Blaenau Gwent am 25. April 2006 erhielt er als Labour-Kandidat 37,0 % der Stimmen und unterlag damit seinem parteiunabhängigen Gegenkandidaten Dai Davies, der 46,2 % gewann. Bei der folgenden Unterhauswahl 2010 wurde er im walisischen Unterhauswahlkreis Pontypridd mit 38,7 % der Stimmen ins Unterhaus gewählt. Im Labour-Schattenkabinett unter Ed Miliband war er Schattenminister für Wales (2010–11), Schatten-Staatssekretär im Schatzamt (2011–12) und Schattenminister für Wales (2012–2015). Bei der Unterhauswahl 2015 wurde er mit 41,1 % und weitem Abstand zu allen seinen Gegenkandidaten in Blaenau Gwent wiedergewählt. Im Labour-Schattenkabinett von Jeremy Corbyn nach der Wahl wurde er Schatten-Minister für Arbeit und Pensionen.

### Bewerbung um den Labour-Parteivorsitz
Nach dem EU-Referendum am 23. Juni 2016, bei dem eine knappe Mehrheit für den „Brexit“, d. h. den Austritt des Vereinigten Königreichs aus der Europäischen Union gestimmt hatte, geriet Labour in eine Krise. Wahlanalysen zeigten, dass ein erheblicher Teil der Labour-Anhänger entgegen der offiziell vertretenen Parteilinie für den EU-Austritt gestimmt hatte. Der im Vorjahr neu gewählte Labour-Vorsitzende Jeremy Corbyn geriet in die Schusslinie der Kritik, weil er vermeintlich nicht engagiert genug für die EU-Mitgliedschaft geworben hatte. Darin mischte sich auch Kritik an seinen Führungsqualitäten und seinen politischen Überzeugungen, die dem linken Spektrum bei Labour zuzurechnen sind. Nach und nach trat ein Großteil der Mitglieder des Labour-Schattenkabinetts zurück, darunter am 27. Juni 2016 auch Smith. Am 13. Juli 2016 erklärte er, für den Parteivorsitz gegen Jeremy Corbyn zu kandidieren. Die Mitbewerberin um den Labour-Parteivorsitz Angela Eagle erklärte am 19. Juli 2016 ihre Unterstützung für die Kandidatur von Smith, nachdem sich gezeigt hatte, dass sie in der Labour-Parlamentsfraktion nicht genügend Unterstützer hatte.
Die Wahlregeln für den Labour-Parteivorsitz sehen vor, dass der Parteivorsitzende in einer Urwahl durch die Parteimitglieder gewählt wird. Wahlberechtigt waren bei dieser Wahl nur Personen, die schon vor dem 12. Januar 2016 Parteimitglied waren. Wahlberechtigt für diese konkrete Wahl waren auch registrierte Unterstützer, die 25 Pfund Sterling bezahlten und sich schriftlich zu den politischen Zielen der Labour Party bekannten. Um sich als ein solcher Unterstützer registrieren zu lassen, existierte nur ein schmales Zeitfenster vom 18. Juli bis zum 20. Juli 2016. Mitglieder Labour-naher Organisationen wie bestimmter Gewerkschaften konnten sich in ähnlicher Weise als Unterstützer für weniger als 25 Pfund registrieren lassen, mussten aber schon vor dem 12. Januar 2016 Mitglied der entsprechenden Vereinigung gewesen sein. Die Urwahl lief vom 22. August bis 21. September 2016 und am 24. September wurde der Gewinner auf einer Sonderkonferenz in Liverpool bekanntgegeben. Jeremy Corbyn erhielt 313.209 Stimmen (61,8 %) und Owen Smith 193.229 (38,2 %).

## Privates
Owen Smith ist verheiratet und hat mit seiner Frau Liz zwei Söhne und eine Tochter. Er ist ein Anhänger des örtlichen Pontypridd RFC.

## Politische Positionen
Smith bezeichnete sich selbst als Parteilinken. Er sei vielfach in Übereinstimmung mit den Positionen von Jeremy Corbyn. Gemessen an seinem Abstimmungsverhalten ist er aber mehr ein Mann der Labour-Parteimitte als Corbyn. Er stimmte im Jahr 2015 gegen Einsätze der Royal Air Force in Syrien und sprach sich angesichts der angespannten Haushaltslage für begrenzte Kürzungen auch im Sozialetat aus. Smith stimmte (im Gegensatz zu Corbyn) für die weitere Aufrechterhaltung der Nuklearbewaffnung des Vereinigten Königreichs. Zur Unterstützung des unterfinanzierten National Health Service sprach er sich für eine Reichensteuer für die reichsten 1 % aus. Er strebt an, Wales im Rahmen einer weiteren Devolution dieselbe finanzielle Autonomie wie Schottland einzuräumen, will dies jedoch von einem positiven Referendum darüber abhängig machen.